# Juan Manuel Gálvez
Juan Manuel Gálvez Durón (10 de juny de 1887, Tegucigalpa - 20 d'agost de 1972) va ser un advocat, polític i el 39è president Constitucional de la república d'Hondures durant el període 1949-1954.